# Oxypeltus quadrispinosus
Oxypeltus quadrispinosus là một loài bọ cánh cứng trong họ Cerambycidae.